# دانمارک در المپیک تابستانی ۱۹۸۰
دانمارک در بازی‌های المپیک تابستانی ۱۹۸۰ که در شهر مسکو برگزار شد، کاروان دانمارک با ۵۸ ورزشکار در این رقابت‌ها شرکت کرد و موفق به کسب ۵ مدال (۲ طلا، ۱ نقره، ۲ برنز) شد. در جدول رتبه‌بندی توزیع مدال‌ها، دانمارک در ردهٔ ۱۶ مسابقات قرار گرفت.